# Otto von Loë
Le baron Franz Ludwig Otto von Loë (né le 8 mars 1835 à Hennef et mort le 13 février 1892 à Paris) est avocat et député du Reichstag.

## Biographie
Après le lycée de Düsseldorf, Loe étudie le droit à l'Université de Bonn. Il a ensuite été avocat stagiaire à Berlin et auprès du gouvernement du district de Breslau. Après avoir terminé son stage d'avocat, il travaille dans les ambassades à Paris et jusqu'en 1868 à Londres. Il est chevalier d'honneur de l'ordre souverain de Malte.
De 1871 à 1874, il est député du Reichstag pour le Zentrum et représente la 7e circonscription de Düsseldorf (Moers (de)-Rees (de)).
Otto von Loë (de) est le frère du maréchal général Walter von Loë. Il est membre du Corps Borussia Bonn depuis 1854.